# Eberhard Czichon
Eberhard Czichon (* 8. August 1930 in Luckenwalde; † 8. September 2020 in Berlin) war ein marxistischer deutscher Historiker.
Sein 1967 erschienenes Buch über die Rolle der Großindustrie beim Aufstieg der NSDAP gilt heute als widerlegt, eine Veröffentlichung zu Hermann Josef Abs in der Zeit des Nationalsozialismus wurde vom Landgericht Stuttgart 1972 wegen falscher Tatsachenbehauptungen verboten.

## Jugend und Berufstätigkeit
Czichon machte zunächst eine Lehre zum Großhandelskaufmann, legte dann an einer Arbeiter-und-Bauern-Fakultät sein Abitur ab und studierte anschließend Geschichtswissenschaften. Danach arbeitete er zunächst als Lektor, anschließend im Institut für Heimatmuseen beim Ministerium für Kultur. 1948 trat er der SED bei, für kurze Zeit war er auch als Inoffizieller Mitarbeiter des Ministeriums für Staatssicherheit tätig. Wiederholt geriet er durch seine einzelgängerische Art mit staatlichen und Parteistellen in Konflikt. Ein Promotionsvorhaben zur Rolle der Großindustrie beim Aufstieg der NSDAP scheiterte. An der Akademie der Wissenschaften der DDR war er zunächst in der Arbeitsstelle für Akademiegeschichte und ab 1970 im Wissenschaftlichen Informationszentrum beschäftigt.

## Das BuchWer verhalf Hitler zur Macht?
1966 lernte Czichon in Köln Paul Neuhöffer kennen, den Leiter des westdeutschen Pahl-Rugenstein-Verlags, der ihn überzeugte, die Vorarbeiten zu seiner Dissertation zusammenzufassen und bei ihm zu veröffentlichen. Das Ergebnis war 1967 das 105 Seiten starke Buch Wer verhalf Hitler zur Macht? Der Historiker Sebastian Brünger bezeichnete das Buch 2017 in seiner Studie über den Umgang deutscher Konzerne mit ihrer NS-Vergangenheit als eine Broschüre. Seiner Einschätzung nach versuchte Czichon darin, den Aufstieg der NSDAP mit Manipulationen der Großindustrie zu erklären. Adolf Hitler sei nur der „mühselig hochgespielte und teuer bezahlte politische Kandidat“ einer „Nazi-Gruppe“ von Industriellen, Bankiers und Großgrundbesitzern gewesen. Diese Agententheorie gilt seit den Veröffentlichungen des amerikanischen Historikers Henry Ashby Turner heute als widerlegt. Dieses Werk wurde in studentischen und Gewerkschaftskreisen der Bundesrepublik stark rezipiert. Es erschien bis 1989 in sechs Auflagen.

## Auseinandersetzung mit Hermann Josef Abs

### Veröffentlichungen
Auf Anregung Neuhöffers begann Czichon zum Verhalten der Deutschen Bank und ihres neuen Aufsichtsratsvorsitzenden Hermann Josef Abs in der Zeit des Nationalsozialismus zu recherchieren. Im Archiv des Deutschen Instituts für Wirtschaftsforschung fand er umfangreiche Aktenbestände, die er nach Feierabend durchzuarbeiten begann. Mit der Fachsprache der Finanzwelt überfordert, bat er brieflich auch Abs selbst um Informationen, der ihm aber nicht antwortete. Das Ergebnis war ein längerer Aufsatz für die Blätter für deutsche und internationale Politik, die bei Pahl-Rugenstein erschienen. Aus Gründen des Umfangs wurde der Text in drei Teile gegliedert, von denen die ersten beiden 1967 veröffentlicht wurden. Auf Intervention von Abs beim Mitherausgeber Viktor Renner erschien der dritte Teil nicht mehr. Renner schied im Streit um Czichons Aufsatz aus dem Herausgeberkollegium aus. Daraufhin erschien der Text in zwei verschiedenen Buchfassungen. Eine kürzere erschien 1969 im Ost-Berliner Union Verlag unter dem Titel Hermann Josef Abs. Porträt eines Kreuzritters des Kapitals. Die im Jahr darauf bei Pahl-Rugenstein erschienene Westfassung war ausführlicher und bemühte sich um eine theoretische Unterfütterung des dargebotenen Materials. Sie trug den Titel Der Bankier und die Macht. Hermann Josef Abs in der deutschen Politik, mit einem Vorwort des amerikanischen Historikers George W. F. Hallgarten. Mehr als ein Drittel des Textes beider Bände beschäftigte sich mit Abs’ Nachkriegskarriere. Hiermit versuchte Czichon die ungebrochene Kontinuität des verderblichen Einflusses der Wirtschaft auf die Politik bis in die Zeit der Bundesrepublik plausibel zu machen.
Als eine Marburger Studentin im März 1970 unter Bezugnahme auf Czichons Buch ihr Konto bei der Deutschen Bank gekündigt hatte, antwortete ihr der zuständige Filialleiter, die darin aufgestellten Behauptungen seien „in allen wesentlichen Punkten unwahr und beleidigend“. Dies Schreiben wurde in einer Studentenzeitschrift abgedruckt, woraufhin Czichon der Marburger Filiale mit einer Verleumdungsklage drohte, bei der er von der Bank DM 5000 „zu Gunsten des Freiheitskampfs des vietnamesischen Volkes“ erstreiten wollte.

### Prozesse
Abs, der die Kontroverse ursprünglich möglichst wenig publik machen wollte, klagte daraufhin seinerseits gegen Czichon und seinen Verleger Manfred Pahl-Rugenstein wegen Verleumdung und übler Nachrede. Am 12. August reichten Abs und die Deutsche Bank beim Landgericht Stuttgart Unterlassungsklage gegen zwanzig, später vierzig Behauptungen Czichons ein. Außerdem verlangten sie Schadenersatz und die gerichtliche Feststellung, dass seine Veröffentlichungen „politische Tendenzschriften“ seien. Unter anderem ging es um Czichons Behauptungen, Abs habe sich bei der „Arisierung“ jüdischer Firmen persönlich bereichert, er sei ein „überzeugter Anhänger des Hitlerregimes“ gewesen, er sei für Zwangsarbeit von KZ-Häftlingen und sogar Kindern verantwortlich, und Abs und die Deutsche Bank hätten Eigentum aus den von Deutschland besetzten Ländern geplündert. Ziel der Kläger war es, eine zweite Auflage des Buchs zu verhindern. Dabei wurden Abs und die Deutsche Bank von Martin Löffler vertreten; unterstützt wurde dieser unter anderem von Josef Augstein, während auf der Seite der Beklagten Friedrich Karl Kaul als Rechtsanwalt tätig wurde, der von dem westdeutschen Anwalt Heinrich Mackenrodt unterstützt wurde. Das Landgericht erließ im September 1970 eine einstweilige Verfügung gegen das Buch, wogegen Kaul Berufung einlegte. Zudem erstattete er Anzeige gegen Abs wegen Meineid, weil dieser verschiedene eidesstattliche Erklärungen zu seinem Verhalten in der NS-Zeit abgegeben hatte. Mit der Verhandlung in der Hauptsache entwickelte sich der Rechtsstreit somit auf drei verschiedenen Ebenen. Der Prozess traf auf ein reges Interesse der Öffentlichkeit. Czichon und sein Verleger verloren sowohl die Berufung gegen die Einstweilige Verfügung als auch das Verfahren in der Hauptsache. Beide wurden im Juni 1972 zur Zahlung von 20.000 DM Schadensersatz verurteilt, weil Czichon in 32 Fällen falscher Tatsachenbehauptungen überführt war. Außerdem durfte das Buch nicht weiter verbreitet werden. Die Vollstreckung dieser Summe wurde von Abs nicht betrieben, da sich Augstein und Kaul außergerichtlich darauf geeinigt hatten, dass Czichons Bücher nicht mehr verlegt würden und weitere Angriffe auf Abs und die Deutsche Bank, namentlich eine Veröffentlichung der OMGUS-Berichte, die belastendes Material über Abs enthielten, unterblieben.
Tatsächlich hatte Czichon seine Quellen übertrieben ausgelegt, namentlich was den Vorwurf der persönlichen Bereicherung betraf. Der Historiker Sebastian Brünger weist aber auch darauf hin, dass das Gericht weitgehend dem tradierten rechtspositivistischen Narrativ vom unpolitischen und damit unschuldigen Funktionsträger folgte, als ob die Arisierungen ganz normale Geschäfte gewesen wären und Abs seine Mitarbeit an der rassistischen Politik des NS-Regimes nicht hätte vorgeworfen werden dürfen.

## Nach den Prozessen

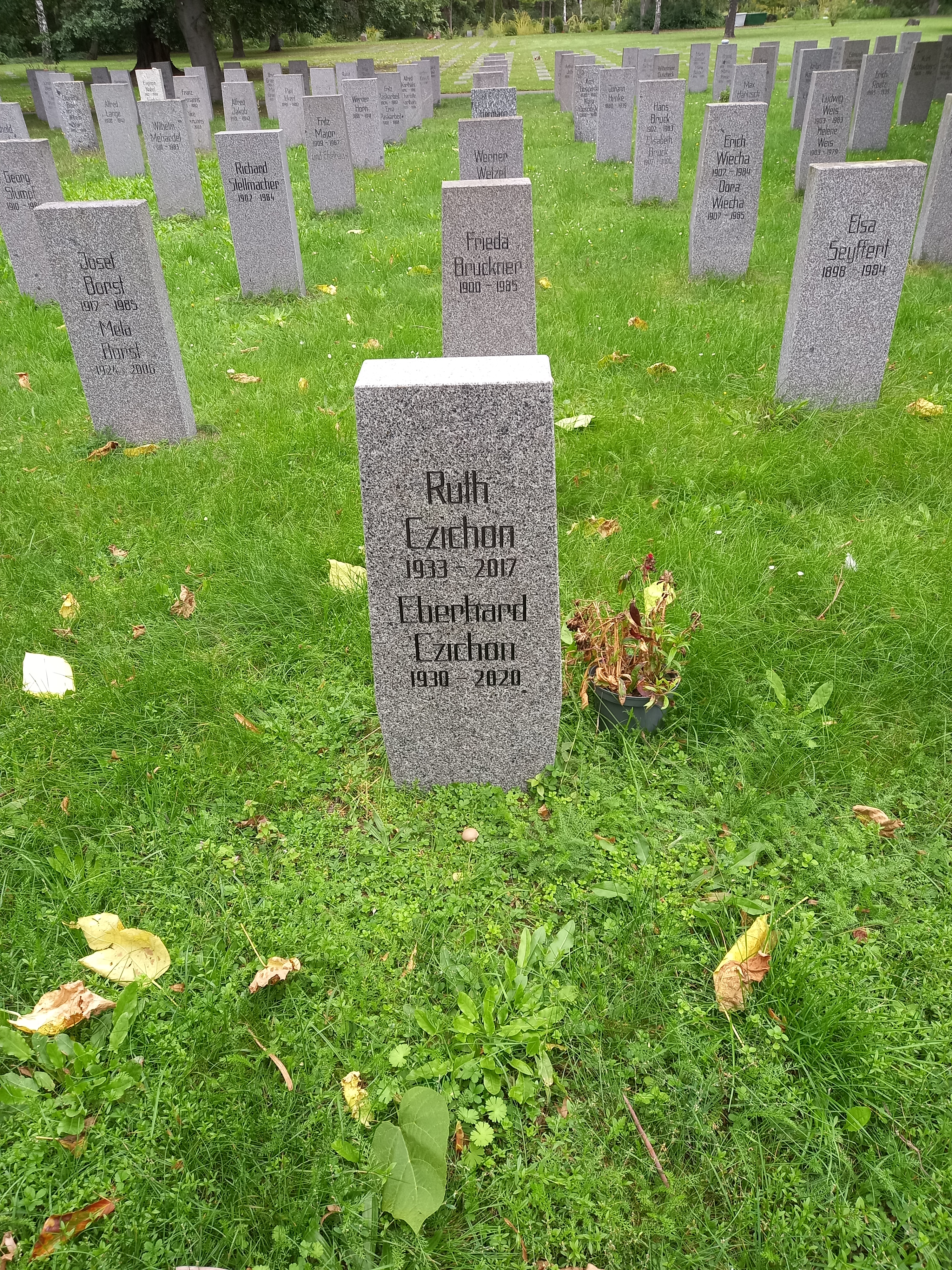
Das Grab von Eberhard Czichon und seiner Ehefrau Ruth auf dem Friedhof Baumschulenweg in Berlin

Czichon reichte seine Abs-Biographie unter dem Titel Der Techniker der ökonomischen Aggression als Dissertation ein, doch wurde sie 1974 in einem Fachgutachten des Historikers Dietrich Eichholtz als „unwissenschaftliches Machwerk“ abqualifiziert. Czichons Promotionsvorhaben scheiterte somit erneut, eine weitere Karriere im Wissenschaftsbetrieb der DDR war ausgeschlossen. Seitdem veröffentlichte er bis zur deutschen Wiedervereinigung nichts mehr. Dies wird auf den Stuttgarter Prozess zurückgeführt, der der Reputation der DDR-Geschichtswissenschaft im Ausland erheblichen Schaden zugefügt hatte. Nach der Wende erklärte sich Czichon sein akademisches Scheitern mit einem Komplott des neuen Ersten Sekretärs des ZK der SED, Erich Honecker, der in der Hoffnung auf Westkredite die von Czichon angeblich vertretene historische Wahrheit geopfert hätte.
1995 erschien eine überarbeitete Neuauflage seines Buches Der Bankier und die Macht. Hermann Josef Abs in der deutschen Politik unter dem Titel Die Bank und die Macht. Hermann Josef Abs, die Deutsche Bank und die Politik in Köln. In dieser sind nach Ansicht des Historikers Lothar Gall die „inkriminierten Passagen durch neue ersetzt und auch die orthodox-kommunistische ‚Faschismusanalyse‘ teilweise beseitigt.“ Die Quellenangaben sind seiner Meinung nach „aber nach wie vor ungenau und in manchen Fällen schlicht nicht nachzuvollziehen, was besonders auffällig ist, als nach dem Ende der DDR große Bestände nun frei zugänglich sind.“
Czichon wurde 1981 „wegen Unbotmäßigkeit“ aus der SED ausgeschlossen. Von 1990 bis 1994 war er Mitglied der PDS, 1993 trat er der DKP bei.
Czichon lebte bis zu seinem Tod im September 2020 in Berlin.

## Schriften
- Wer verhalf Hitler zur Macht? Zum Anteil der deutschen Industrie an der Zerstörung der Weimarer Republik. In englischer Broschur, 105 S., Pahl-Rugenstein, Köln 1967. Zweite Auflage 1971. ISBN 3-7609-0042-9.
- Der Primat der Industrie im Kartell der national-sozialistischen Macht. In: Das Argument 10 (1968), S. 168 ff.
- Hermann Josef Abs. Bankier und Politiker (I). In: Blätter für deutsche und internationale Politik Heft 7 (1967), S. 687–703.
- Hermann Josef Abs. Bankier und Politiker (II). In: Blätter für deutsche und internationale Politik Heft 9 (1967), S. 908–929.
- Hermann Josef Abs. Porträt eines Kreuzritters des Kapitals. Union Verlag, Berlin (Ost) 1969.
- Der Bankier und die Macht. Hermann Josef Abs in der deutschen Politik. Pahl-Rugenstein Verlag, Köln 1970.
- Die Bank und die Macht – Hermann Josef Abs, die Deutsche Bank und die Politik. Papyrossa Verlag, Köln 1995, ISBN 3-89438-082-9.
- (zusammen mit Heinz Marohn) Das Geschenk. Die DDR im Perestroika-Ausverkauf. Papyrossa Verlag, Köln 1999, ISBN 3-89438-171-X.
- Deutsche Bank / Macht – Politik. Faschismus, Krieg und Bundesrepublik. Papyrossa Verlag, Köln 2001, ISBN 978-3-89438-219-3.
- (zusammen mit Heinz Marohn) Thälmann. Ein Report, Heinen, Berlin 2010, ISBN 978-3-939828-56-3. (2 Bände)
- Verlorene Heimat - Erinnerungen und Überlegungen eines Historikers,  Autobiographie, Selbstverlag, 2017, (2 Bände).